# Paulo Fiorilo
Paulo Roberto Fiorilo (Araraquara, 25 de janeiro de 1964), mais conhecido como Paulo Fiorilo, é um professor e político brasileiro, filiado ao Partido dos Trabalhadores (PT). 
É formado em Filosofia com mestrado em ciências políticas pela Pontifícia Universidade Católica de São Paulo, iniciando sua militância na juventude católica.
Foi duas vezes vereador de São Paulo. Atualmente exerce o cargo de deputado estadual pelo estado de São Paulo, eleito com 80.430 votos nas eleições de 2018 e sendo reeleito ao cargo com 110.251 nas eleições de 2022.

## Biografia
Paulo nasceu em Araraquara, porém no ano de 1984 mudou-se para o bairro São Rafael, na zona leste da cidade de São Paulo. Posteriormente formou-se em filosofia e realizou mestrado em Ciências políticas na Pontifícia Universidade Católica de São Paulo (PUC-SP). Além disso, foi professor da rede municipal de ensino, obtendo licença posteriormente para atuar na política.

## Atuação na política
Sua militância política iniciou na cidade de Araraquara junto às Comunidades Eclesiais de Base da Igreja Católica. Após sua mudança para São Paulo, filiou-se ao Partido dos Trabalhadores em 1986 e contribuiu com a sua fundação.
No ano de 2003, durante a gestão da Marta Suplicy na prefeitura de São Paulo, foi chefe de gabinete da prefeitura paulistana.
Durante as eleições de 2018, concorreu para deputado estadual do Estado de São Paulo tendo sido eleito e figurando na lista de dos dez deputados mais votados na periferia da capital paulista.
Durante seu mandato como deputado estadual por São Paulo na 19.ª legislatura, entre 2018 e 2022, foi coordenador da Frente Parlamentar de Desenvolvimento Econômico Regional e presidiu da Comissão de Relações Internacionais do Legislativo Paulista. Em seu mandato, também propôs mais de 50 projetos de lei, dos quais seis foram aprovados e tramitados. Dentre estes, consta o projeto de lei, posteriormente aprovado como Lei nº 17.365/2021 contendo alterações, que permitiu a compra direta de vacina pelo governo do Estado sem a espera de ações do governo federal.
Em 2022, recebeu o diploma de Honra ao Mérito pela Câmara Municipal de Araraquara, por reconhecimento aos serviços prestados à cidade. A homenagem destaca a destinação de cerca de R$3 milhões pelo deputado por meio de emendas parlamentares, recurso de caráter relevante especialmente durante o contexto da pandemia de COVID-19 no Brasil.